# 疏花叉花草
疏花叉花草（学名：Diflugossa divaricata），也称疏花马蓝， 为爵床科叉花草属下的一个种。产云南（蒙自、屏边、麻栗坡）、贵州（独山）、四川（灌县）、广东（始兴）、海南（保亭）、广西凌云青龙山。分布于喜马拉雅温带地区（尼泊尔、不丹、锡金）至印度东北部（卡西山区）。